# Aphaniosoma rufum
Aphaniosoma rufum är en tvåvingeart som beskrevs av Frey 1936. Aphaniosoma rufum ingår i släktet Aphaniosoma och familjen gulflugor.
Artens utbredningsområde är Kanarieöarna. Inga underarter finns listade i Catalogue of Life.